# SS Havel
El SS Havel fue un barco de vapor alemán construido en 1890. Comprado luego por el Gobierno de España en 1898 con el nombre de Meteoro para ser reconvertido en crucero auxiliar en la guerra hispano-estadounidense, aunque sirvió como transporte de tropas. Tras el fin de esa guerra fue vendido en 1899 a la Compañía Trasatlántica Española, que lo renombró como Alfonso XII, siendo desguazado en Italia en 1926.

## Construcción
Construido en los astilleros Vulkan, de Stettin, (Alemania), en 1891. Desplazaba 6.750 toneladas y medía 141 metros de eslora, 16 de manga y 11,30 de puntal, con una capacidad para 808 pasajeros y 215 tripulantes. Desarrollaba una velocidad de 20 nudos, consumiendo 125 toneladas de carbón por viaje.

## Historia
Navegó durante sus seis primeros años para la compañía alemana Norddeutscher Lloyd y fue comprado en 1898 por el gobierno de España con el nombre de Meteoro para reconvertirse en un crucero auxiliar para la guerra guerra hispano-estadounidense y ser vendido en 1899 a la Compañía Trasatlántica Española. Renombrado como Alfonso XII, no tardó mucho tiempo en pasar a ser el buque insignia de la compañía y un orgullo nacional, siendo uno de sus servicios más destacados la expedición real a Canarias efectuada en febrero de 1906, cuya elección fue determinada por el gobierno de la nación «en base a que en España no hay otro buque, ni mercante ni de guerra, que reúna las condiciones para la navegación regia». 
El barco fue habilitado especialmente para esta ocasión como buque real, con la categoría de crucero auxiliar, constituyendo todo un éxito para la naviera que vio como todos los servicios funcionaron a la perfección y el buque tuvo un comportamiento excelente durante la singladura, a pesar de que tuvieron un viaje muy duro por las condiciones de la mar hasta la llegada a Tenerife.
Asimismo, según informaciones de la época, la visita de doce días del primer monarca español a Canarias, donde pudo conocer la realidad social de las islas, fue triunfal y marcó un hito en la historia del archipiélago contribuyendo a reforzar el sentimiento nacional de los isleños, como también a crear nuevos vínculos afectivos y a que las islas que habían estado olvidadas de anteriores gobiernos, fueran desde entonces objeto de mayor atención. 
Cuatro años después, en 1910, al mando del capitán Manuel Deschamps, el barco efectúa otro servicio extraordinario, esta vez a Buenos Aires, en el viaje que realiza la Infanta Isabel de Borbón en representación del Rey Alfonso XIII con motivo de los festejos conmemorativos del centenario de la independencia de la República Argentina. El buque continuaría realizando sus recorridos habituales -Mediterráneo, Nueva York, Cuba y México- hasta el año 1926 en que se produce una reestructuración en todas las líneas de la compañía, llegando hasta aquí la larga vida del vapor Alfonso XII, que fue vendido como chatarra y desguazado en Italia en 1926.